# Maria Amalia d'Asburgo-Lorena
Maria Amalia Giuseppa Giovanna Antonia d'Asburgo-Lorena (Vienna, 26 febbraio 1746 – Praga, 18 giugno 1804), nata arciduchessa d'Austria, divenne duchessa consorte di Parma, Piacenza e Guastalla come moglie di Ferdinando I di Parma, ma fu de facto la vera sovrana del Ducato.
Era l'ottava figlia dell'imperatrice Maria Teresa d'Austria e dell'imperatore Francesco Stefano di Lorena; per suggellare l'alleanza con i Borbone di Parma venne data in sposa nel 1769 al duca Ferdinando I. Intelligente e volitiva, riuscì a promuovere numerose riforme ed era molto amata dal popolo, che la chiamava con affetto la Signora. Con il passare degli anni, Ferdinando lasciò le redini del regno a Maria Amalia, la quale governò de facto il Ducato di Parma, Piacenza e Guastalla. Nel 1773, a seguito della nascita dell'erede dei duchi, Maria Amalia entrò a far parte del Consiglio della Corona di Parma e diventò l'unico vero monarca del Ducato di Parma.
Dopo l'esecuzione della sorella Maria Antonietta di Francia, Maria Amalia decise di non essere più sostenitrice del "dispotismo illuminato" e si schierò dalla parte dei più accaniti conservatori.
Nel 1796, con l'invasione napoleonica del Ducato di Parma, dovette fuggire a Praga con le figlie maggiori; morì prima di vedere la restaurazione dei Borbone di Parma sul trono del Ducato di Parma, Piacenza e Guastalla. Quando Napoleone Bonaparte seppe della sua morte, disse: «Maria Amalia è stata a tutti gli effetti l'unico vero uomo della casa d'Asburgo».

## Biografia

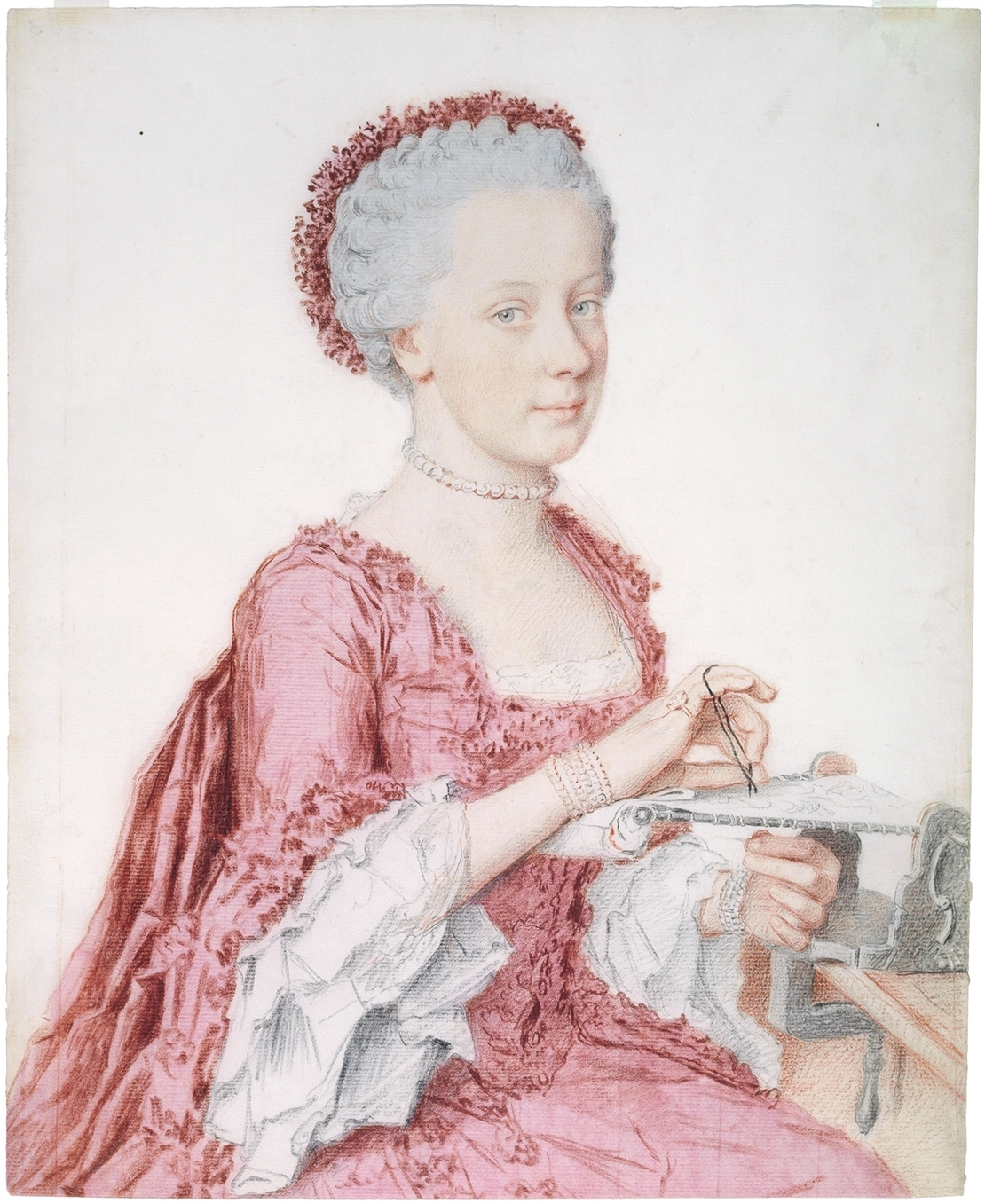
Jean-Étienne Liotard, Ritratto di Maria Amalia d'Austria da adolescente, acquerello su avorio, 1762, Musée d'art et d'histoire di Ginevra

### Infanzia ed educazione
L'arciduchessa Maria Amalia nacque come l'ottava (e più ribelle) figlia dell'imperatore del Sacro Romano Impero Francesco I, duca di Lorena e di Bar (1729/1737), poi Granduca di Toscana (1737/1765), Duca di Parma (1738/1748) e infine imperatore eletto nel 1745, e di Maria Teresa d'Asburgo, regina d'Ungheria e di Boemia, arciduchessa d'Austria. Venuta al mondo il 26 febbraio 1746, venne battezzata il giorno seguente con i nomi di Maria Amalia Josepha Johanna Antonia alla presenza della Corte.
Nata alla fine della Guerra di successione austriaca, quando il potere di Maria Teresa si era affermato, così come il suo prestigio, e dopo che finalmente il padre Francesco I era stato incoronato imperatore, ella crebbe nell'ombra delle sue sorelle maggiori promesse a destini brillanti. L'imperatrice commise l'errore di comparare senza sosta Maria Amalia con le sorelle Maria Cristina, soprannominata Mimi, la preferita della madre, e Maria Elisabetta, la cui bellezza era celebre, rendendo difficile il rapporto tra l'arciduchessa e la madre. Maria Amalia trovò un conforto affettivo nella presenza delle sue sorelle minori nate tra il 1750 e il 1755; in particolare ricevette conforto da sua sorella Maria Carolina e da sua sorella Maria Antonia. Molto solidi erano, tuttavia, i rapporti con la prima delle sue sorelle maggiori, l'arciduchessa Maria Anna, nata nel 1738: anche quando si sposò, Maria Amalia rimase in contatto con questa sua sorella, alla quale scriveva lettere e raccontava della propria vita. Se i rapporti con la madre ed alcune delle sorelle erano freddi, quelli con il padre erano molto più cordiali: l'imperatore Francesco Stefano era molto legato a questa sua figlia, che portava sempre con sé durante le sue battute di caccia (Maria Amalia ne ereditò la passione). Fra i fratelli, un attaccamento maggiore Maria Amalia lo aveva per l'arciduca Leopoldo, che per lei era un punto di riferimento, e con il quale continuò a incontrarsi anche dopo il matrimonio.
Crebbe alla corte viennese degli Asburgo-Lorena tra la Hofburg di Vienna, il Castello di Laxenburg e il Castello di Schönbrunn. Durante la sua gioventù venne molto apprezzata dal popolo e considerata seducente. Aveva un talento per la pittura, possedeva una dolce voce da soprano leggero e scriveva affascinanti poesie. Un suo dipinto, Santa Teresa e il bambino Gesù, è esposto in una collezione privata. Essendo stata cresciuta come figlia unica, Maria Amalia sviluppò un carattere solitario, ma indipendente e autoritario.
Nel 1761, all'età di 15 anni, le venne concessa una propria corte in conformità con il suo nuovo status di arciduchessa adolescente; la sua governante, la contessa von Heister, divenne la sua grande-maitresse (prima dama di compagnia). Il debutto in società dell'arciduchessa avvenne nel gennaio 1765 alle nozze del fratello, l'arciduca Giuseppe, con la principessa Maria Giuseppa di Baviera.
Maria Amalia entrò in età da marito durante la guerra dei Sette Anni. La guerra, riducendo le sue opportunità di trovare un marito, le diede nuove frustrazioni.

### Il matrimonio

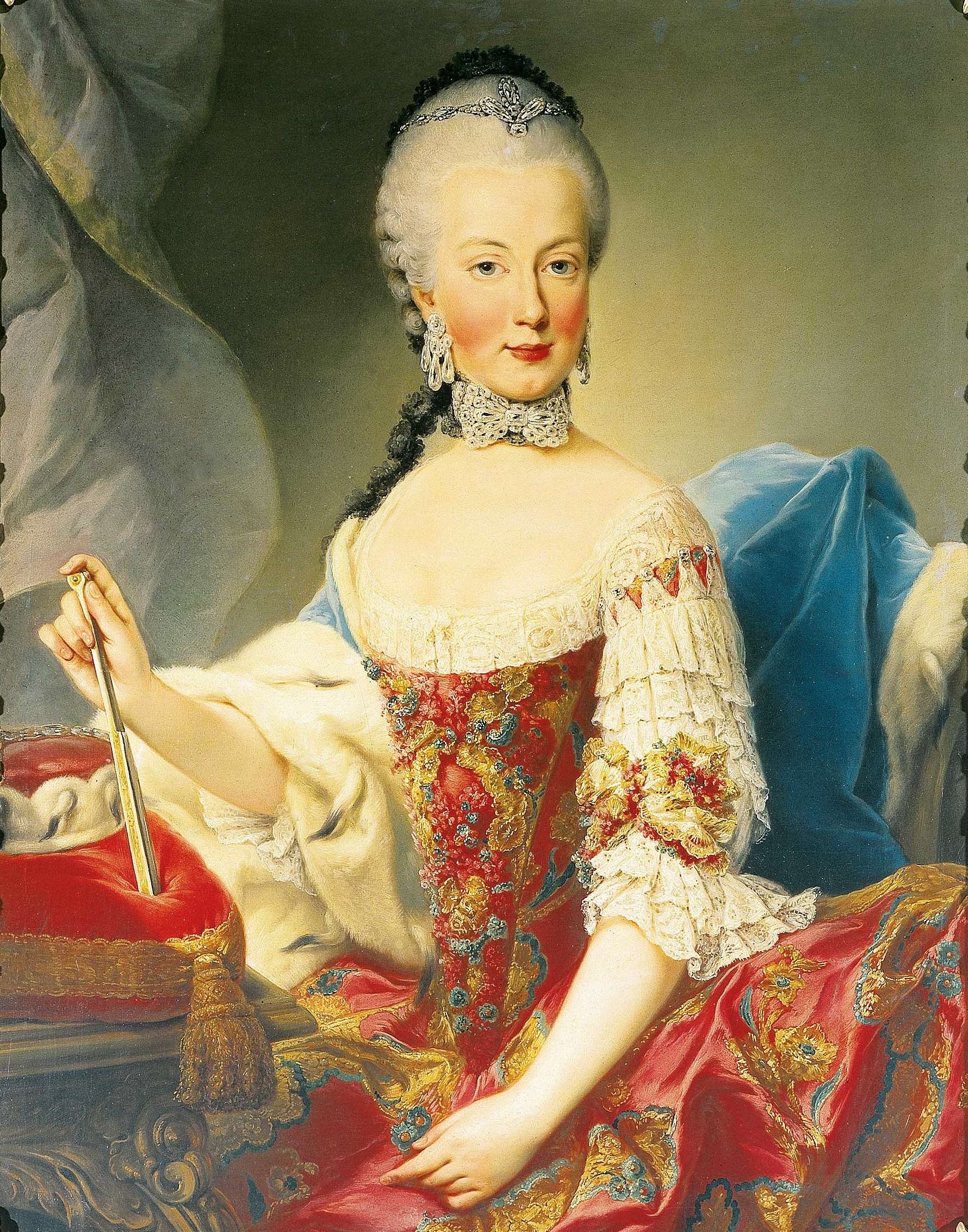
Martin van Meytens, Ritratto dell'Arciduchessa Maria Amalia d'Austria in abito di corte, olio su tela, 1765, Castello di Schönbrunn

Maria Amalia perse suo padre il 18 agosto 1765: egli si spense bruscamente a Innsbruck nel corso delle feste che celebravano il matrimonio del figlio Leopoldo con l'infanta Maria Luisa di Borbone-Spagna.
Il "Rovesciamento delle Alleanze" del 1765 avviò la riconciliazione tra la famiglia reale austriaca e quella francese, tra Asburgo-Lorena e Borbone di Francia: già nel 1760 il fratello di Amalia, l'arciduca ereditario Giuseppe, successore di Francesco I, aveva sposato la principessa Isabella di Borbone-Parma, nipote di Luigi XV di Francia e di Filippo V di Spagna. Nel 1768 la sorella minore, l'arciduchessa Maria Carolina, 16 anni, era diventata la moglie di Ferdinando IV, re di Napoli e di Sicilia, mentre la minore Maria Antonietta, 15 anni, era destinata a diventare la delfina di Francia.
All'età di 20 anni Maria Amalia voleva sposare il giovane, attraente ed intelligente principe Carlo II Augusto del Palatinato-Zweibrücken, che frequentava la corte di Vienna e l'aveva chiesta in sposa. Però Maria Teresa ed il suo ministro von Kaunitz ritenevano entrambi che quest'unione non fosse abbastanza buona per un'arciduchessa: Carlo regnava sul piccolo principato di Zweibrucken e, sebbene avesse prospettive di ereditare sia la Baviera che il Palatinato dai suoi distanti cugini, le sue pretese al riguardo non erano garantite. Inoltre l'Austria progettava di annettersi la Baviera quando l'elettore regnante, Massimiliano III Giuseppe, fosse morto, e poiché Carlo avrebbe potuto ereditare il trono bavarese dal suo lontano cugino (dato che sia lui che Carlo Teodoro del Palatinato non avevano eredi legittimi), si ritenne che accettare tale unione sarebbe stato contrario alla ragione di stato austriaca, volta ad annettersi in futuro la Baviera. Inoltre, erano già stati predisposti progetti matrimoniali per Maria Amalia: costei avrebbe dovuto sposare il re di Napoli e Sicilia o il duca di Parma, Piacenza e Guastalla, in modo da rafforzare i legami con i Borbone e l'influenza austriaca in Italia. Carlo lasciò così Vienna, covando da quel momento un'ostilità imperitura verso Maria Teresa e l'Austria. Al contrario Maria Cristina, la figlia preferita, poté sposare, unica tra i suoi fratelli, un uomo di sua scelta, anche se di rango inferiore: Alberto di Sassonia-Teschen.

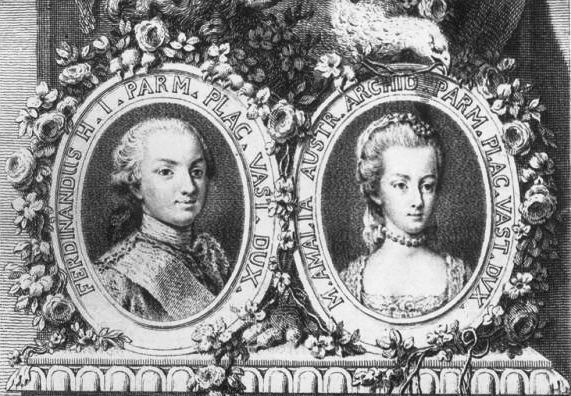
Ferdinando I e Maria Amalia nel 1769; in una stampa commemorativa del loro matrimonio.

Contro la sua volontà, Maria Amalia venne infine fidanzata - e poi fatta sposare - con il duca Ferdinando I di Parma, nipote di Luigi XV da parte della sua figlia primogenita, Luisa Elisabetta di Borbone-Francia; egli era anche nipote di Filippo V di Spagna.
Il matrimonio fu appoggiato anche dal futuro Giuseppe II, la cui amata prima moglie era stata l'attraente sorella del duca Ferdinando, Isabella. Il matrimonio era parte di un complesso accordo matrimoniale-dinastico che portò ad unioni tra altre due sorelle di Amalia, Maria Carolina e Maria Antonietta, andate in sposa rispettivamente al re di Napoli ed al delfino di Francia, tutti membri della dinastia borbonica.
Il matrimonio venne dapprima celebrato per procura, a Vienna, il 27 giugno 1769, nella Chiesa degli Agostiniani; Maria Amalia lasciò l'Austria il 1º luglio 1769, accompagnata dal fratello, Giuseppe II, e sposò Ferdinando il 19 luglio nel Palazzo Ducale di Colorno. Ad agosto 1769, nel Teatro Ducale di Parma, per solennizzare le nozze dell'Infante Ferdinando con Maria Amalia, il tenore Gaetano Ottani e la soprano Lucrezia Agujari cantarono nelle Feste d'Apollo, su musiche di Gluck. Lo sposo, che era di cinque anni più giovane di Maria Amalia, aveva qualche segno di squilibrio mentale.

### Duchessa di Parma, Piacenza e Guastalla

#### Presa del potere

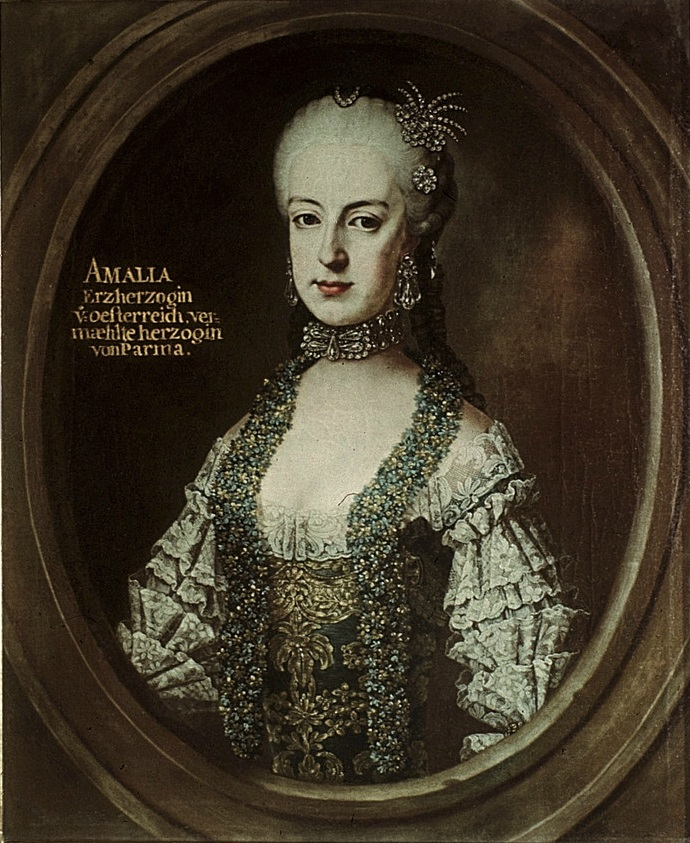
Pittore Anonimo, Ritratto di Maria Amalia d'Austria, duchessa di Parma, olio su tela, 1769, Hofburg di Vienna

A Parma Maria Amalia cominciò ad interferire con la politica, inizialmente con l'appoggio e i consigli della madre, l'imperatrice Maria Teresa, che pensava che la figlia dovesse prendere parte attiva alla politica parmense, ma solo per aiutare Ferdinando. D'altronde, ella desiderava che Amalia attraesse il ducato nell'orbita d'influenza austriaca, cosicché si può dire che Amalia non facesse che adempiere alle speranze materne, sebbene usando metodi da lei non approvati.
Ferdinando I preferiva la compagnia dei contadini rispetto a quella degli intellettuali, mentre Maria Amalia, invece, si circondava di studiosi e illuministi. La Duchessa era colta: parlava il tedesco, l'inglese, lo spagnolo, il francese e l'italiano, seppur con qualche difficoltà.
Il ducato riceveva sussidi sia dalla Francia che dalla Spagna, ambedue desiderose di mantenere l'influenza su questo Stato. Sennonché Amalia mirò ad eliminare queste interferenze, in modo da poterle sostituire con una preponderanza austriaca. In ciò ella venne agevolata dal fatto che il marito non desiderava governare, preferendo dedicarsi ai suoi svaghi privati. Data la sua natura dominatrice ed il suo gusto per il potere, la duchessa cominciò ad immischiarsi nelle questioni politiche. Il ministro du Tillot, figura dominante sino a quel momento nel ducato, aveva molti nemici, che iniziarono a guardare ad Amalia, sperando che potesse rovesciarlo, dati i contrasti tra loro insorti fin dal matrimonio (il ministro aveva fino alla fine provato a far ricadere la scelta della sposa del Duca su Maria Beatrice d'Este, in modo da unire i Ducati di Parma e Modena). Una delle ragioni per la quale Maria Amalia odiava tanto questo ministro è però abbastanza importante e non da dimenticare: nel 1771 una delle sue cameriere, la signorina Jourdon, venne cacciata da corte perché aveva celato, sotto il corsetto, del veleno con il quale avrebbe dovuto avvelenare la duchessa di Parma, probabilmente sotto ordine e richiesta del Du Tillot.
Dal 1770 a Maria Amalia vennero attribuite ingenti somme di denaro spese per i suoi interessi personali; in realtà queste somme di denaro venivano spese dalla duchessa perché i ministri, incaricati del funzionamento delle industrie, rifiutarono più volte di spendere denaro per il buon funzionamento economico del Ducato, e quindi la duchessa pagava di tasca propria le spese che avrebbero dovuto sostenere i ministri.
Dopo due anni dal suo arrivo, Amalia riuscì infine a far destituire du Tillot, che venne sostituuto con lo spagnolo José del Llano, fortemente raccomandato da Carlo III di Spagna. Contrariamente alla credenza popolare, però, nemmeno Ferdinando amava du Tillot, che aveva perso i favori del duca già prima dell'arrivo di Amalia. Una lettera di Luigi XV al nipote, risalente al maggio 1768, attesta tale stato di cose: in essa il nonno consigliava Ferdinando di non disprezzare un uomo che aveva servito così bene i suoi genitori, tanto più che non c'era alcuno con cui sostituirlo. Se non che Parma era uno stato indipendente, e a questo punto Ferdinando decise infine di ribellarsi a quanto aveva sino a quel momento accettato, ma che non corrispondeva alle sue convinzioni.
Nel 1771 i duchi licenziarono del Llano, sostituendolo con ministri di loro scelta; si sospettò che Maria Amalia fosse dietro il licenziamento, senza tuttavia riuscire a provarlo. A questo punto Francia, Austria e Spagna ruppero le relazioni con il ducato (sino a quel momento, Maria Teresa, nonostante l'opposizione del figlio Giuseppe II, aveva convinto le corti reali di Francia e Spagna a continuare nel supporto finanziario e nell'aiuto politico alla corte di Parma).
Le relazioni vennero inizialmente ripristinate a seguito della nascita dell'erede dei duchi, Ludovico, l'anno successivo. Francia e Spagna si avvantaggiarono di tale riconciliazione per cercare di risolvere quelli che ritenevano essere disordini dentro il ducato. Tuttavia le due potenze non riacquistarono mai più influenza nei restanti anni di governo di Maria Amalia, che sottrasse infine il Ducato anche dall'orbita di influenza Austriaca, difendendo il senso di indipendenza di Parma.

#### Ruolo di madre

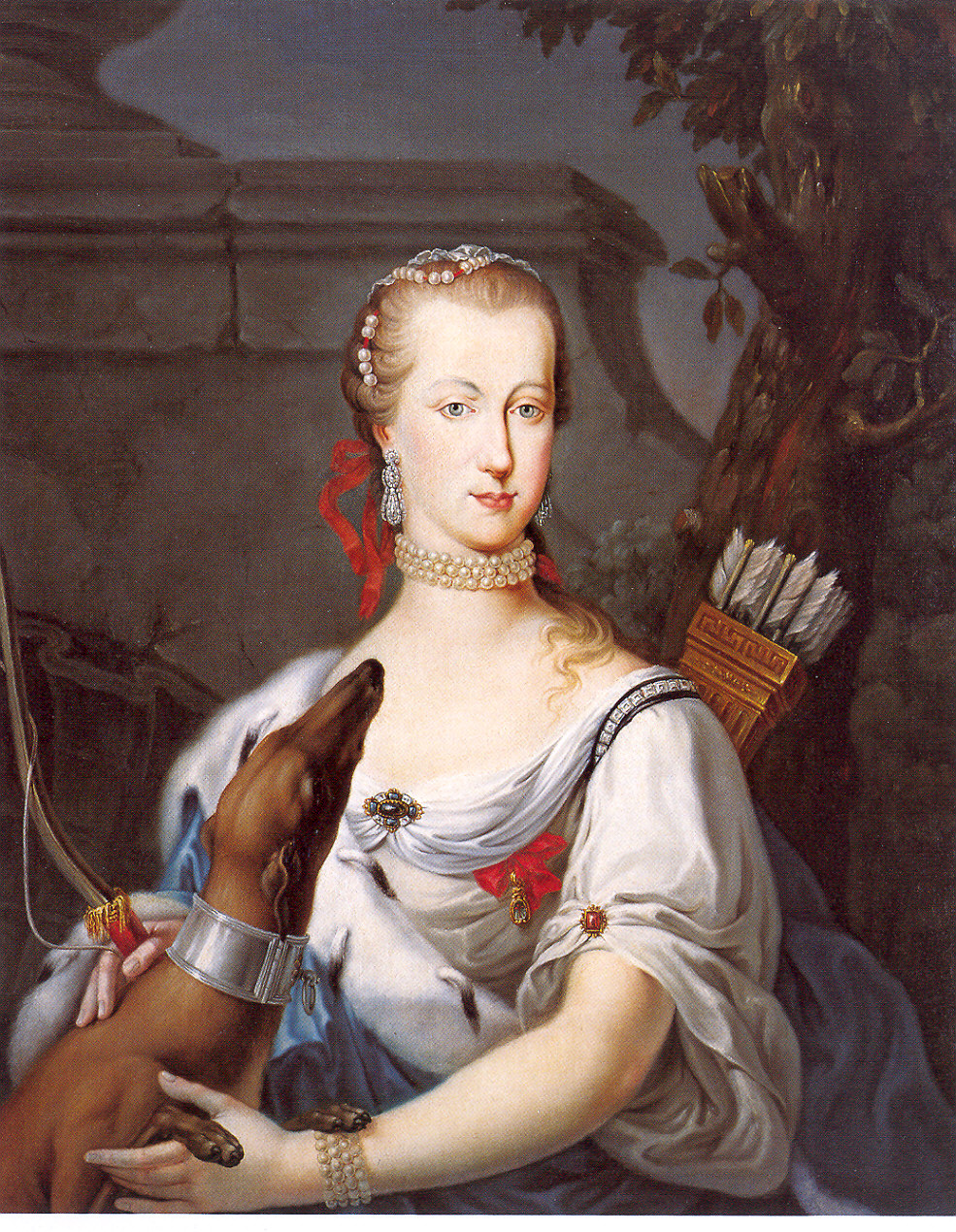
Johann Zoffany, Ritratto di Maria Amalia d'Austria nelle vesti della Dea Diana, olio su tela, 1772, Galleria nazionale di Parma

Maria Amalia si occupò personalmente dell'educazione dei figli: Ci sono pervenute lettere della duchessa al vescovo Adeodato Turchi, precettore della principessa Carolina e del principe ereditario Ludovico nelle quali consiglia vari metodi per istruire i figli e per renderli in futuro bravi principi. Nelle lettere emerge spesso il monito «Se non si piega la pianta quando è piccola, non la si può ripiegare quando è grossa», che alludeva al comportamento dei bambini da piccoli. Maria Amalia si preoccupò di modificare il carattere del figlio Ludovico, che spesso, secondo lei, voleva avere sempre ragione e non accettava di essere contraddetto, e scrisse al precettore: «Il figlio ha un carattere difficile [...] non vuole essere contraddetto [...] per modificarne il carattere propongo una giornata spirituale nella quale non potrà vedere le sue sorelle e uscire in giardino». Fece imparare ai figli le lingue straniere, che riteneva molto importanti, tra cui il francese e il tedesco, e fece loro studiare religione, una materia per lei molto importante. Ordinò alle governanti delle figlie di non dare alle bambine ciò che desideravano, nonostante i capricci, per far capire loro che quando si vuole una cosa, bisogna guadagnarla. Quando i suoi figli erano malati, era la prima a prendersene cura, sebbene ciò non piacesse ai dottori, dato che la duchessa usava metodi da loro non approvati.

#### Rapporti con la famiglia
I rapporti tra Amalia e la madre rimasero fortemente distaccati, eccezion fatta per la breve riconciliazione avvenuta nel 1773 a seguito della nascita dell'erede, sebbene in seguito Maria Teresa tentasse ripetutamente di riallacciare i rapporti con sua figlia. Questi sforzi fallirono, in quanto Amalia resistette agli sforzi della madre di controllarla da Vienna. Quando l'arciduchessa Maria Cristina, conosciuta in famiglia come la Maria o Mimì, visitò Parma nel 1775, riferì alla madre che Amalia aveva perso molto della sua bellezza e del suo fascino e che era anche meno allegra e fine: 
Però bisogna tener conto che Mimì era nota per la sua lingua tagliente, le sue critiche e la propensione a creare problemi alle sorelle. Sebbene i suoi rapporti con Amalia si fossero ormai logorati, Maria Teresa commissionò a Johann Zoffany un ritratto dei suoi nipoti di Parma.
Nei rapporti con il marito, Amalia, tese in seguito a migliorare i rapporti con lui. D'altronde, nonostante le sue eccentricità, i suoi sudditi in genere l'apprezzarono, dato che possedeva un buon cuore, aiutava i poveri, compiva frequentemente la carità verso gli indulgenti ed era coraggiosa.
Maria Amalia rimase in contatto con le sue sorelle Maria Antonietta e Maria Carolina durante la maggior parte della loro vita da spose. Le tre sorelle erano solite scambiarsi ritratti, lettere e doni. Infatti, una delle ultime lettere di Maria Antonietta, durante la sua prigionia, fu scritta ad Amalia e a lei inviata segretamente. Maria Amalia d'altronde chiamò la sua seconda figlia con il nome di Maria Antonietta. Alla notizia dell'esecuzione della sorella e del marito di lei, Amalia cadde svenuta; la figlia Carolina in seguito scrisse: «Alla notizia della morte della sua amata sorella, della mia zia tanto buona, mia madre in un primo momento rise, poi cominciò a piangere, urlò che chi avesse ucciso sua sorella, una persona buona e sensibile, sarebbe stato arso vivo. Poi la sua faccia impallidiva e il corpo magro di mia madre cadeva a terra, quella fu l'unica volta che vidi perdere il controllo a mia madre!».
Maria Amalia non si riprese mai del tutto dalla morte della sorella Maria Antonietta e da allora portò il lutto per tutta la vita. Nei suoi restanti anni di vita manifestò più volte segni di depressione e questa sua depressione venne trasmessa anche ad alcuni dei suoi figli, più precisamente a Maria Carolina e Maria Giovanna.

#### Opere pubbliche, patrocini e interessi

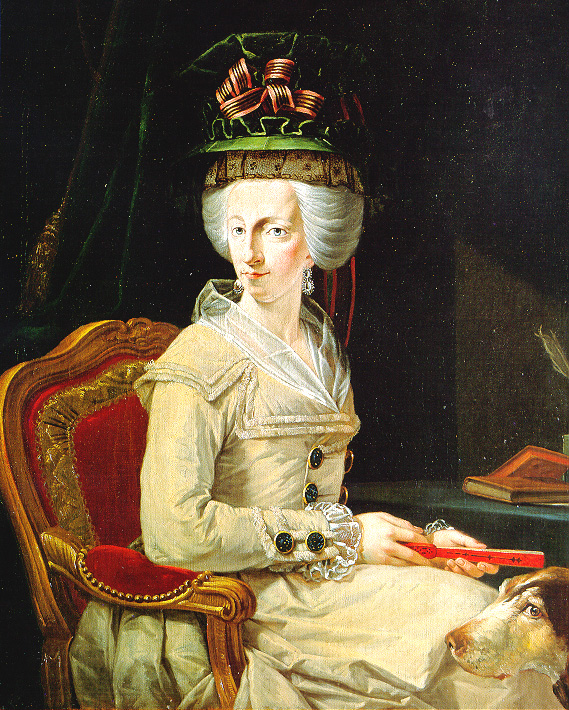
Domenico Muzzi, Ritratto di Maria Amalia d'Austria con un cane, olio su tela, 1778-1779, Galleria nazionale di Parma

Nel giugno del 1773 Maria Amalia e il marito inaugurarono lo "Stradone 
per Genova", che fu aperto a Bore e che arrivava fino a Bardi, e che divenne un'importante via di comunicazione di commercio, toccando e collegando tra loro i principali centri dell'Appennino Parmense.
Nel 1775 Maria Amalia incaricò il famoso architetto Ennemond Alexandre Petitot di ricostruire completamente il Casino di caccia di Sala Baganza. La nuova costruzione presentava una pianta quadrata, e due piani con una torretta centrale; la facciata principale era caratterizzata da un triplice loggiato e guardava su un cortile quadrato. I lavori terminarono nel 1789 e il Casino dei Boschi divenne la reggia prediletta della duchessa. La duchessa vi passava i mesi estivi, mentre i restanti li passava tra il Palazzo Ducale di Colorno, reggia prediletta invece dal marito, e il Palazzo Ducale del Giardino. Amante della caccia e dell'equitazione, Maria Amalia amava soggiornare anche presso Rocca Sanvitale a Sala Baganza: vi si stabilì alternandosi con la Reggia di Colorno e - successivamente - il Casino dei Boschi, perché i terreni adiacenti alla struttura erano l'ideale per le sue battute di caccia ed escursioni.
Fu grazie a Maria Amalia che gli scavi archeologici di Velleia ripreso dopo una pausa di circa 15 anni: nell'agosto del 1775 visitò gli scavi ormai fermi della città omonima con l'intento di farli ripartire e scoprire nuovi resti Romani, cosa che avvenne un anno più tardi, nel 1776; oggi, alcuni dei reperti ritrovati nella città durante gli scavi ordinati da Maria Amalia, sono esposti al Palazzo della Pilotta.
Nel 1778 la sovrana effettuò una delle prime scalate sul Monte Caio, permettendo l'avvio della zona a Parco regionale dei Cento Laghi, cosa che avverrà qualche secolo più tardi, nel 1995. Questa sua scalata suscitò molta ammirazione verso la sua persona per il coraggio mostrato e per la molta "pietà cristiana" da lei posseduta.
Verso il 1780, nell'attuale Parco naturale regionale dei Boschi di Carrega, nella zona ora denominata "Faggeta di Maria Amalia", la duchessa fece edificare un bagno campestre termale: la cosiddetta "Grotta di Maria Amalia", formato da un insieme di vasche e serbatoi alimentati da acque sottoterra e da una grotta di forma sferica rivestita in tufo e pietra spugna. Dal 1993, data della restaurazione del bagno, l'edificio è aperto al pubblico.
Nel 1793 la Duchessa e il marito ordinarono la costruzione dell'"Oratorio dell'Assunta", vicino e comunicante con la Rocca Sanvitale di Sala Baganza, affidandone l'edificazione all'architetto francese Louis-Auguste Feneulle. I lavori terminarono nel 1795.
Amante della musica e dell'arte, la Duchessa patrocinó vari artisti e musicisti; le vennero dedicate varie sonate ed opere da Gian Francesco Fortunati, Giovanni Bertati e Giuseppe Palomba. Ella stessa spesso prendeva parte alle recite di corte, contribuendo alla stesura della sceneggiatura, dei copioni, e della recita vera e propria: nel farlo ella cercava anche di accontentare i gusti di suo marito il Duca e di divertirlo senza andare contro i suoi gusti. Ella intrattenne inoltre corrispondenza e scrisse monografie rivolte all'archeologo Pietro De Lama, con il quale rimase in contatto fra il 1793 e gli inizi del secolo successivo. Maria Amalia era solita prendere parte a dibattiti e dispute pubbliche, molto spesso riguardo la metafisica, presso il Collegio Lalatta a Parma - successivamente rinominato Convitto nazionale Maria Luigia - che molto spesso venivano redatte per iscritto e dedicatele.

#### L'avvento Napoleonico
Quando in Francia venne ghigliottinata Maria Antonietta d'Austria, sorella di Maria Amalia, la maggior parte dei domini e regni in Italia interruppe le relazioni con la Francia. Anche Maria Amalia interruppe i contatti con la Francia e il marito Ferdinando si alleò con i reali di Napoli, Ferdinando I delle Due Sicilie e Maria Carolina d'Asburgo-Lorena, sorella di Maria Amalia. Dopo la morte di Maria Antonietta, Maria Amalia cominciò a nutrire odio nei confronti dei rivoluzionari e questo odio maturò fino al punto che Maria Amalia abbandonò per sempre le sue idee a sostegno del dispotismo illuminato e smise di parlare il francese, così come fece anche Maria Carolina di Napoli.
Nel 1796 Napoleone Bonaparte invase l'Italia e transitò in tutti i principati e regni italiani; Maria Amalia e il marito Ferdinando si dichiararono neutrali per evitare una possibile guerra; per tutta risposta il generale francese fece sosta a Parma e mise agli arresti domiciliari la famiglia Ducale. Rinchiusi nel Palazzo di Colorno, Ferdinando si dedicava agli studi astronomici, mentre Maria Amalia inviava continuamente lettere a Vienna a suo nipote l'imperatore d'Austria, chiedendogli di inviare delle truppe per cacciare l'esercito francese, ma non ricevette risposta; solo sua sorella Maria Carolina cercò di inviare delle truppe, ma invano: infatti a Napoli era stata fondata la Repubblica partenopea e Maria Carolina era stata costretta a fuggire in Austria.
Nel dicembre 1796 Maria Amalia scrisse una lettera alla sorella Maria Cristina:
(Idelfonso Stanga, passim)
Nel 1797 nacque il primo nipote maschio di Maria Amalia, ma a lei e a suo marito non fu permesso di partecipare nemmeno al battesimo del nipote; nel 1800 tornò a Parma Ludovico, figlio di Maria Amalia, che sarebbe dovuto diventare Duca di Parma, Piacenza e Guastalla, ma il Ducato di Parma sarebbe stato annesso presto alla Francia. Nel 1801 Napoleone propose quindi ad Amalia e Ferdinando il Regno d'Etruria (trattato di Lunéville), ma, su richiesta di Amalia, Ferdinando rifiutò, cedendo il titolo di re d'Etruria a Ludovico, molto più accomodante nei confronti dei giacobini francesi.
Maria Amalia perse suo marito Ferdinando nell'ottobre 1802 (si sospettò che fosse stato avvelenato dai francesi), che sul letto di morte la nominò capo del Consiglio di Reggenza a Parma; ma la reggenza durò tredici giorni: le venne fatto notare che il Ducato era stato annesso alla Francia e che lei avrebbe dovuto abbandonare il territorio; così, il 22 ottobre 1802, i francesi concessero ad Amalia e alle sue figlie di partecipare al funerale del marito; subito dopo vennero scarcerate ed espulse dallo stato; Maria Amalia partì quindi per Praga e vi arrivò dopo una sosta a Venezia. L'imperatore suo nipote Francesco II le negò il permesso di stabilirsi a Vienna - come la Duchessa vedova avrebbe voluto - a causa dei ricordi che la sua figura portava agli Asburgo, oltre al fatto che continuava a rappresentare (e il figlio Ludovico I con lei) il defunto Ducato di Parma. Arrivata a Praga, si stabilì nel locale castello con le figlie Maria Antonia e Maria Carlotta.
La sua partenza venne caratterizzata da "scene strazianti" da parte del popolo, a cui dispiaceva sinceramente che fosse costretta a partire; lasciò il Ducato con nove carrozze al suo seguito e con qualche domestico e cameriera, rimastigli fedeli. Nonostante non avesse opposto alcuna resistenza, si dice che prima di partire abbia detto: «Lascio il mio piccolo Ducato con la stessa tristezza con cui vi ero entrata anni fa»; vi aveva regnato per 34 anni.

### Ultimi anni e morte
L'arrivo della duchessa Maria Amalia a Praga è datato al 23 dicembre 1802; arrivatavi, divenne malaticcia e le figlie erano preoccupate per lei; dallo stesso anno l'arciduchessa soffrì anche di tosse e continui raffreddori. Fra gli eventi familiari che la segneranno in questo periodo, troviamo la morte del figlio Ludovico I, re d'Etruria nel 1803 a seguito di un attacco di epilessia e la morte nel marzo 1804 della figlia primogenita, Carolina, principessa ereditaria di Sassonia, vittima della febbre puerperale sopraggiunta in seguito all'ottavo parto; queste notizie faranno aggravare le sue condizioni fisiche, non buone - come già affermato - già da un po', in quanto la Duchessa era molto legata ai suoi figli. Un ultimo lutto si verificherà quando, nello stesso 1804, morì la nipote Maria Carlotta di Sassonia, figlia di sua figlia Carolina, vittima del vaiolo, a soli due anni.
Della vita della duchessa vedova di Parma a Praga, si sa che Maria Amalia non desiderava - inizialmente - stabilirsi lì, preferendo Vienna, nonostante il rifiuto netto posto da suo nipote l'imperatore. Tuttavia, la Duchessa incorporò fra il suo seguito la nobiltà Ceca: una dama di compagnia, un ciambellano, e alcuni servitori, oltre ovviamente al seguito portato da Parma. La popolazione locale guardava a Maria Amalia con benevolenza: la duchessa effettuava regolarmente beneficenza e doni alla popolazione. Maria Amalia, fin dal suo arrivo, cominciò a essere presente nella vita sociale della città: nell'aprile 1803 partecipò ad uno spettacolo equestre presso il maneggio del castello di Valdstejn; nel dicembre dello stesso anno visitò un istituto per sordomuti nella capitale Ceca, effettuando una donazione a quest'ultimo e promettendo future visite. La Duchessa non abbandonò il suo amore per i viaggi: nel gennaio 1803 visitò Dresda per ricongiungersi con sua figlia Carolina; e nell'ottobre 1803 visitò un centro istituito per persone bisognose a Brno, elargendo donazioni; alla fine dello stesso anno Maria Amalia visitò il comune di Amaliendorf-Aalfang in Austria: il comune, fondato nel 1799, portava lo stesso nome della duchessa, perché intitolato a lei, e la popolazione l'accolse con grandi festeggiamenti. Maria Amalia divenne la protettrice del comune, ma quel viaggio contribuì a farne peggiorare la salute.
Verso la fine di marzo del 1804 a Maria Amalia si era paralizzata la mano sinistra: oltre che di tosse e continui raffreddori, soffriva di un tumore al seno che, alla fine di aprile, la costrinse a letto. Non riuscì più a camminare e si rifugió sempre più nella religione. Nel mese di maggio, la sua salute peggiorò di giorno in giorno, tanto che appena in tempo riuscì a redigere il suo testamento; fu colpita, inoltre, da un violento raffreddore: le cure dei medici non diedero il risultato sperato e l'ex duchessa cominciò a peggiorare; l'8 giugno le venne somministrata l'estrema unzione; le sorelle di Amalia, Maria Elisabetta e Maria Carolina, furono informate che Maria Amalia era in punto di morte e subito si misero in viaggio per andarla a trovare, ma purtroppo non fecero in tempo: Maria Amalia morì all'una e mezza di notte del 18 giugno 1804, sia per quel raffreddore letale che per il tumore al seno. Fu l'unica figlia di Maria Teresa che visse e morì nel castello di Praga.
Il suo corpo venne esposto al pubblico verso le nove di mattina dello stesso giorno; il suo funerale, svoltosi il 21 giugno nella cattedrale di San Vito, non vide la partecipazione di nessun membro della famiglia Asburgo-Lorena, ma di contrario, la popolazione e la nobiltà locale arrivarono in massa, e tante furono le dimostrazioni di affetto e di commozione. Il suo corpo, trasportato dentro una bara che la duchessa stessa - segretamente - fece fabbricare, venne sepolto nella cripta reale, con un abito marrone e con un crocifisso portato da Parma tra le mani, un rosario nell'altra mano e un cappellino marrone sul capo. Il suo cuore venne portato a Vienna e, con solenni esequie organizzate dall'Ordine della Croce Stellata, il giorno 27 giugno deposto dentro un'urna (la numero 33) nella Cripta Imperiale che custodiva i cuori degli Asburgo defunti - alla presenza dell'arciduchessa Maria Luisa (figlia dell'imperatore Francesco II) e della duchessa di Massa Maria Beatrice (moglie dell'arciduca Ferdinando, fratello della defunta).

## Discendenza

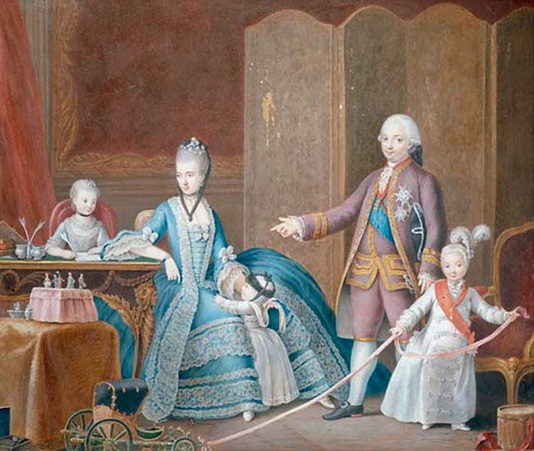
Ritratto della famiglia ducale di Parma, la famiglia di Ferdinando I nel 1776.

Ritratto dei principi di Parma; i figli di Maria Amalia: Ludovico, Carolina, Maria Antonia e Maria Carlotta nel 1778

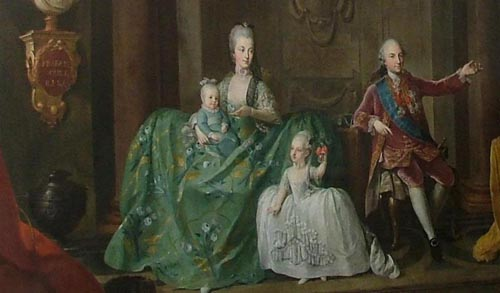
Famiglia di Don Ferdinando di Borbone-Parma; Maria Amalia con il marito Ferdinando e i figli Carolina e Ludovico, 1774

Il matrimonio, che avvenne per procura nei primi mesi del 1768, sembrò da subito insostenibile; gli sposi non dormivano mai nello stesso letto e Maria Teresa d'Austria scriveva continuamente ad Amalia per rendere quel rapporto fra coniugi più cordiale. La stessa sorte di Maria Amalia toccò a Maria Carolina d'Austria, sua sorella più piccola, che si preparava a sposare Ferdinando I delle Due Sicilie, cugino a sua volta di Ferdinando, marito di Amalia.
Il rapporto tra Amalia e Ferdinando I di Parma era disperato; Amalia esercitava con arroganza il potere e Ferdinando passava tutto il suo tempo tra le montagne. Non si piacquero mai del tutto, ma la nascita di un erede era necessaria per il ducato di Parma; quindi, messi da parte i dissapori, i due cercarono di avere almeno numerosa prole.
Lei e suo marito Ferdinando ebbero sedici figli:
1. Carolina di Borbone-Parma (Palazzo Ducale di Colorno, 22 novembre 1770 - Palazzo Reale di Dresda, 1º marzo 1804); Madame Premierè, sposò Massimiliano di Sassonia nel 1792 ed ebbe figli.
2. Ludovico I di Etruria (Palazzo Ducale di Colorno, 5 agosto 1773 - Palazzo Pitti, Firenze, 27 maggio 1803); Principe di Piacenza e re d'Etruria, sposò sua cugina Maria Luisa di Spagna ed ebbe figli.
3. Maria Antonia Gioseffa di Borbone-Parma (Palazzo Ducale di Colorno, 28 novembre 1774 - Convento di Sant'Agata, Roma, 20 febbraio 1841); Madame Deuxième, divenne orsolina a Parma nel 1802 e a Roma nel 1831.
4. Carlotta di Borbone-Parma (Palazzo del Giardino, Parma, 7 settembre 1777 - Convento dei Santi Domenico e Sisto, Roma, 5 aprile 1826); Madame Troisième, divenne orsolina nella Chiesa dei Santi Domenico e Sisto con la sorella Antonia nel 1797.
5. Maria Anna di Borbone-Parma (Palazzo Ducale di Colorno, 20 gennaio 1779 - Convento dei Santi Domenico e Sisto, Roma, 10 novembre 1849); Madame Quatrième, divenne orsolina nella Chiesa dei Santi Domenico e Sisto nel 1806.
6. Maria Giovanna di Borbone-Parma (Palazzo Ducale di Colorno, 20 gennaio 1779 - Castello di Schönbrunn, Vienna, 19 febbraio 1853); Madame Cinquiéme, gemella della precedente, morì nubile.
7. Filippo di Borbone-Parma (Palazzo Ducale di Piacenza, 22 maggio 1783 - Palazzo Ducale di Colorno, 2 luglio 1786); Principe di Guastalla, morì nell'infanzia di vaiolo.
8. Maria Antonietta Luisa di Borbone-Parma (Palazzo Ducale di Colorno, 21 ottobre 1784 - Palazzo Ducale di Colorno, 22 ottobre 1785); Madame Sixième, morì ad un anno dopo aver sviluppato il vaiolo.
9. Maria Giuseppina di Borbone-Parma (Palazzo Ducale di Guastalla, 17 ottobre 1785 - Palazzo Ducale di Colorno, 20 dicembre 1789); Madame Septième, morì dopo aver sviluppato il vaiolo.
10. Maria Cristina di Borbone-Parma (Palazzo Ducale di Piacenza, 20 marzo 1786 - Convento di Sant'Agata, Roma, 10 novembre 1857); Madame Huitième, divenne orsolina nel 1810 con le sorelle Carlotta e Antonia.
11. Maria Elisabetta di Borbone-Parma (Palazzo Ducale di Piacenza, 17 aprile 1787 - Palazzo del Giardino, Parma, 22 maggio 1793); Madame Neuvième, morì dopo una caduta dalle scale.
12. Maria Luisa di Borbone-Parma (1787-1789)|Maria Luisa di Borbone-Parma (Palazzo Ducale di Piacenza, 17 aprile 1787 - Palazzo del Giardino, Parma, 22 novembre 1789); Madame Dixième, morì nell'infanzia di pleurite.
13. Maria Enrichetta di Borbone-Parma (Palazzo Ducale di Colorno, 10 febbraio 1788 - Palazzo Ducale di Colorno, 24 gennaio 1799); Madame Onzième, morì dopo aver contratto il vaiolo.
14. Giuseppe Ludovico di Borbone-Parma (Palazzo Ducale di Colorno, 13 dicembre 1788); morì appena nato.
15. Maria Ludovica di Borbone-Parma (Palazzo Ducale di Colorno, 13 dicembre 1788); morì appena nata.
16. Maria Beatrice di Borbone-Parma (Palazzo Ducale di Guastalla, 20 luglio 1789); morì appena nata.

Maria Amalia si fece ritrarre con i figli nel Ritratto di Maria Amalia d'Austria con i suoi figli, risalente al 1775.

## Ascendenza
|                                               |                      |                                       | Genitori                                                     |  |  | Nonni |  |  | Bisnonni          |  |  | Trisnonni           |  |
|                                               |                      |                                       |                                                              |  |  |       |  |  | Carlo V di Lorena |  |  | Nicola II di Lorena |  |
|                                               |                      |                                       |                                                              |  |  |       |  |  | Carlo V di Lorena |  |  | Nicola II di Lorena |  |
|                                               |                      | Claudia Francesca di Lorena           |                                                              |  |  |       |  |  | Carlo V di Lorena |  |  |                     |  |
| Leopoldo di Lorena                            |                      |                                       |                                                              |  |  |       |  |  | Carlo V di Lorena |  |  |                     |  |
|                                               |                      | Eleonora Maria Giuseppina d'Austria   | Ferdinando III d'Asburgo                                     |  |  |       |  |  |                   |  |  |                     |  |
|                                               |                      | Eleonora Maria Giuseppina d'Austria   | Ferdinando III d'Asburgo                                     |  |  |       |  |  |                   |  |  |                     |  |
|                                               |                      | Eleonora Maria Giuseppina d'Austria   | Eleonora Gonzaga-Nevers                                      |  |  |       |  |  |                   |  |  |                     |  |
| Francesco I di Lorena                         |                      | Eleonora Maria Giuseppina d'Austria   |                                                              |  |  |       |  |  |                   |  |  |                     |  |
|                                               |                      | Filippo I di Borbone-Orléans          | Luigi XIII di Francia                                        |  |  |       |  |  |                   |  |  |                     |  |
|                                               |                      | Filippo I di Borbone-Orléans          | Luigi XIII di Francia                                        |  |  |       |  |  |                   |  |  |                     |  |
|                                               |                      | Filippo I di Borbone-Orléans          | Anna d'Austria                                               |  |  |       |  |  |                   |  |  |                     |  |
| Elisabetta Carlotta di Borbone-Orléans        |                      | Filippo I di Borbone-Orléans          |                                                              |  |  |       |  |  |                   |  |  |                     |  |
|                                               |                      | Elisabetta Carlotta di Baviera        | Carlo I Luigi del Palatinato                                 |  |  |       |  |  |                   |  |  |                     |  |
|                                               |                      | Elisabetta Carlotta di Baviera        | Carlo I Luigi del Palatinato                                 |  |  |       |  |  |                   |  |  |                     |  |
|                                               |                      | Elisabetta Carlotta di Baviera        | Carlotta d'Assia-Kassel                                      |  |  |       |  |  |                   |  |  |                     |  |
| Maria Amalia d'Asburgo-Lorena                 |                      | Elisabetta Carlotta di Baviera        |                                                              |  |  |       |  |  |                   |  |  |                     |  |
|                                               | Leopoldo I d'Asburgo | Ferdinando III d'Asburgo              |                                                              |  |  |       |  |  |                   |  |  |                     |  |
|                                               | Leopoldo I d'Asburgo | Ferdinando III d'Asburgo              |                                                              |  |  |       |  |  |                   |  |  |                     |  |
|                                               | Leopoldo I d'Asburgo | Maria Anna di Spagna                  |                                                              |  |  |       |  |  |                   |  |  |                     |  |
| Carlo VI d'Asburgo                            | Leopoldo I d'Asburgo |                                       |                                                              |  |  |       |  |  |                   |  |  |                     |  |
|                                               |                      | Eleonora del Palatinato-Neuburg       | Filippo Guglielmo del Palatinato                             |  |  |       |  |  |                   |  |  |                     |  |
|                                               |                      | Eleonora del Palatinato-Neuburg       | Filippo Guglielmo del Palatinato                             |  |  |       |  |  |                   |  |  |                     |  |
|                                               |                      | Eleonora del Palatinato-Neuburg       | Elisabetta Amalia d'Assia-Darmstadt                          |  |  |       |  |  |                   |  |  |                     |  |
| Maria Teresa d'Asburgo                        |                      | Eleonora del Palatinato-Neuburg       |                                                              |  |  |       |  |  |                   |  |  |                     |  |
|                                               |                      | Luigi Rodolfo di Brunswick-Lüneburg   | Antonio Ulrico di Brunswick-Wolfenbüttel                     |  |  |       |  |  |                   |  |  |                     |  |
|                                               |                      | Luigi Rodolfo di Brunswick-Lüneburg   | Antonio Ulrico di Brunswick-Wolfenbüttel                     |  |  |       |  |  |                   |  |  |                     |  |
|                                               |                      | Luigi Rodolfo di Brunswick-Lüneburg   | Elisabetta Giuliana di Schleswig-Holstein-Sonderburg-Norburg |  |  |       |  |  |                   |  |  |                     |  |
| Elisabetta Cristina di Brunswick-Wolfenbüttel |                      | Luigi Rodolfo di Brunswick-Lüneburg   |                                                              |  |  |       |  |  |                   |  |  |                     |  |
|                                               |                      | Cristina Luisa di Oettingen-Oettingen | Alberto Ernesto I di Oettingen-Oettingen                     |  |  |       |  |  |                   |  |  |                     |  |
|                                               |                      | Cristina Luisa di Oettingen-Oettingen | Alberto Ernesto I di Oettingen-Oettingen                     |  |  |       |  |  |                   |  |  |                     |  |
|                                               |                      | Cristina Luisa di Oettingen-Oettingen | Cristina Federica di Württemberg                             |  |  |       |  |  |                   |  |  |                     |  |
|                                               |                      | Cristina Luisa di Oettingen-Oettingen |                                                              |  |  |       |  |  |                   |  |  |                     |  |

## Titoli e trattamento
- 26 febbraio 1746[3] – 27 giugno 1769: Sua Altezza Reale Maria Amalia, arciduchessa d'Austria, principessa reale d'Ungheria, Boemia, Croazia, Toscana, Slavonia, Slesia, Moravia, Transilvania, Lorena, Tirolo, Galizia e Lodomiria.
- 27 giugno 1769 – 9 ottobre 1802[33]: Sua Altezza Reale Maria Amalia, duchessa consorte di Parma, Piacenza, Guastalla, e Stati annessi, infanta consorte di Spagna.
- 9 ottobre 1802[33] – 22 ottobre 1802[33]: Sua Altezza Reale Maria Amalia, duchessa reggente di Parma, Piacenza, Guastalla, e Stati annessi, Infanta vedova di Spagna.
- 22 ottobre 1802[3] – 18 giugno 1804: Sua Altezza Reale Maria Amalia, duchessa vedova di Parma, Piacenza, Guastalla, e Stati annessi, infanta vedova di Spagna.

## Linee di parentela
Attraverso la sua pronipote Elisabetta di Sassonia, Maria Amalia è un'antenata della regina Margherita di Savoia, e di conseguenza anche dell'attuale casa Reale d'Italia, i Savoia. Attraverso il nipote Giovanni di Sassonia, l'attuale casa reale di Sassonia, i Wettin, sono suoi discendenti. Attraverso la pronipote Augusta Ferdinanda d'Asburgo-Lorena, Maria Amalia è un'antenata dell'attuale famiglia Reale di Baviera. Attraverso la pronipote Alice di Borbone-Parma, Maria Amalia è imparentata con la Casa Reale di Toscana. Attraverso l'altra pronipote, Margherita di Borbone-Parma, Maria Amalia è imparentata con la Casa reale di Spagna. Attraverso un'altra lontana parente, Maria Ludovica Teresa di Baviera, Maria Amalia è imparentata con i Borbone-Due Sicilie. Attraverso la parente Matilde di Baviera, Maria Amalia è imparentata con i Sassonia-Coburgo-Koháry. Attraverso la parente Amalia di Baviera, Maria Amalia è imparentata con la Famiglia Reale di Lituania. Attraverso la parente Elisabetta di Urach, Maria Amalia è imparentata con la famiglia Principesca del Liechtenstein. Attraverso la parente Matilde di Urach, Maria Amalia è imparentata con gli Hohenlohe-Waldenburg-Schillingsfürst. Attraverso la parente Alice di Borbone-Spagna, Maria Amalia è imparentata con gli Schönburg-Waldenburg. Attraverso la parente Lucia di Borbone-Due Sicilie, Maria Amalia è imparentata con i Savoia-Genova.